# داغ مالمبيرغ
داغ مالمبيرغ (بالسويدية: Dag Malmberg)‏ هو مخرج ومخرج وممثل سويدي، ولد في 18 يناير 1953 في يفله في السويد.

## أعمال

### مسلسلات
- العبقري

## وصلات خارجية
- داغ مالمبيرغ على موقع IMDb (الإنجليزية)
- داغ مالمبيرغ على موقع روتن توميتوز (الإنجليزية)
- داغ مالمبيرغ على موقع ألو سيني (الفرنسية)
- داغ مالمبيرغ على موقع تيرنر كلاسيك موفيز (الإنجليزية)
- داغ مالمبيرغ على موقع أول موفي (الإنجليزية)
- داغ مالمبيرغ على موقع قاعدة بيانات الأفلام السويدية (السويدية)
- داغ مالمبيرغ على موقع قاعدة بيانات الفيلم (الإنجليزية)
- داغ مالمبيرغ على موقع كينوبويسك (الروسية)